# 相馬里砂
相馬 里砂（そうま りさ、1996年12月8日 - ）は、秋田県出身の女子ソフトボール選手（捕手）。イタリア・セリエA1のメタルコ・タンデルス・カステルフランコ所属。

## 経歴
秋田県出身。由利高等学校、富士大学を経て、2019年に日本リーグ1部に所属するSGホールディングスギャラクシースターズに入団。4シーズンプレーして、2022年をもって退団。
2023年、イタリア・セリエA1のメタルコ・タンデルス・カステルフランコに移籍。同年に戸田中央メディックス埼玉からMKFボッラーテに移籍した江口未来子と共に、JDリーグから初めてイタリアリーグに挑戦した選手となった。

## 人物・エピソード
イタリア・セリエA1に移籍した初年度、2023年4月1日のシーズン開幕戦で相馬が所属するメタルコ・タンデルス・カステルフランコは江口未来子が所属するMKFボッラーテと対戦することになった。相馬は2番キャッチャーで、江口は1番ライトで、共にスタメン出場を果たした。試合は8-3でMKFボッラーテが勝利した。

## 詳細情報

### 背番号
- 9（2019 - 2022）